# کشیم تیتی‌کاکا
کشیم تیتی‌کاکا (نام علمی: Rollandia microptera) نام یک گونه از تیره کشیم است.